# Москворецкий пойменный заказник
Москворецкий пойменный заказник (Виноградовская пойма, Фаустовская пойма) — государственный природный заказник областного значения в городском округе Воскресенск и Раменском городском округе. Заказник включает в себя территории поймы Москвы-реки и реки Нерской от деревни Ворщиково и деревни Топорово на северо-западе и села Рыболово на юго-западе до села Конобеево и деревень Маришкино и Городище на востоке.

## Описание
Территория заказника расположена в юго-западной части Мещерской низменности и представляет собой участок поймы рек Москвы и Нерской. Территория заказника включает два левобережных и один правобережный участок долины реки Москвы расширением москворецкой поймы от 3 до 7 км.
Гидрологический режим заказника сильно изменён мелиоративной сетью каналов и канав, созданной в середине XX века. Естественное русло р. Нерской заключено в канал длиной 8,5 км и шириной 40 метров в обход заболоченной низкой поймы. В районе устья естественного русла р. Нерской находится гидроузел со шлюзом. От деревни Исаково через центр поймы р. Нерской с северо-запада на юго-восток проходит дамба длиной около 5 км. Дамбу прерывают озеро Лебединое и старое русло р. Нерской, местами дамба срыта. В настоящее время центральный участок дамбы длиной около 1 км непроходим. Обширные затопленные участки в заказнике, особенно в пойме р. Нерской, обычно сохраняются до конца мая, в канавах вода может оставаться в течение всего года. Пойма р. Нерской сильно заболочена и испещрена многочисленными озёрами и старицами.

## Значение

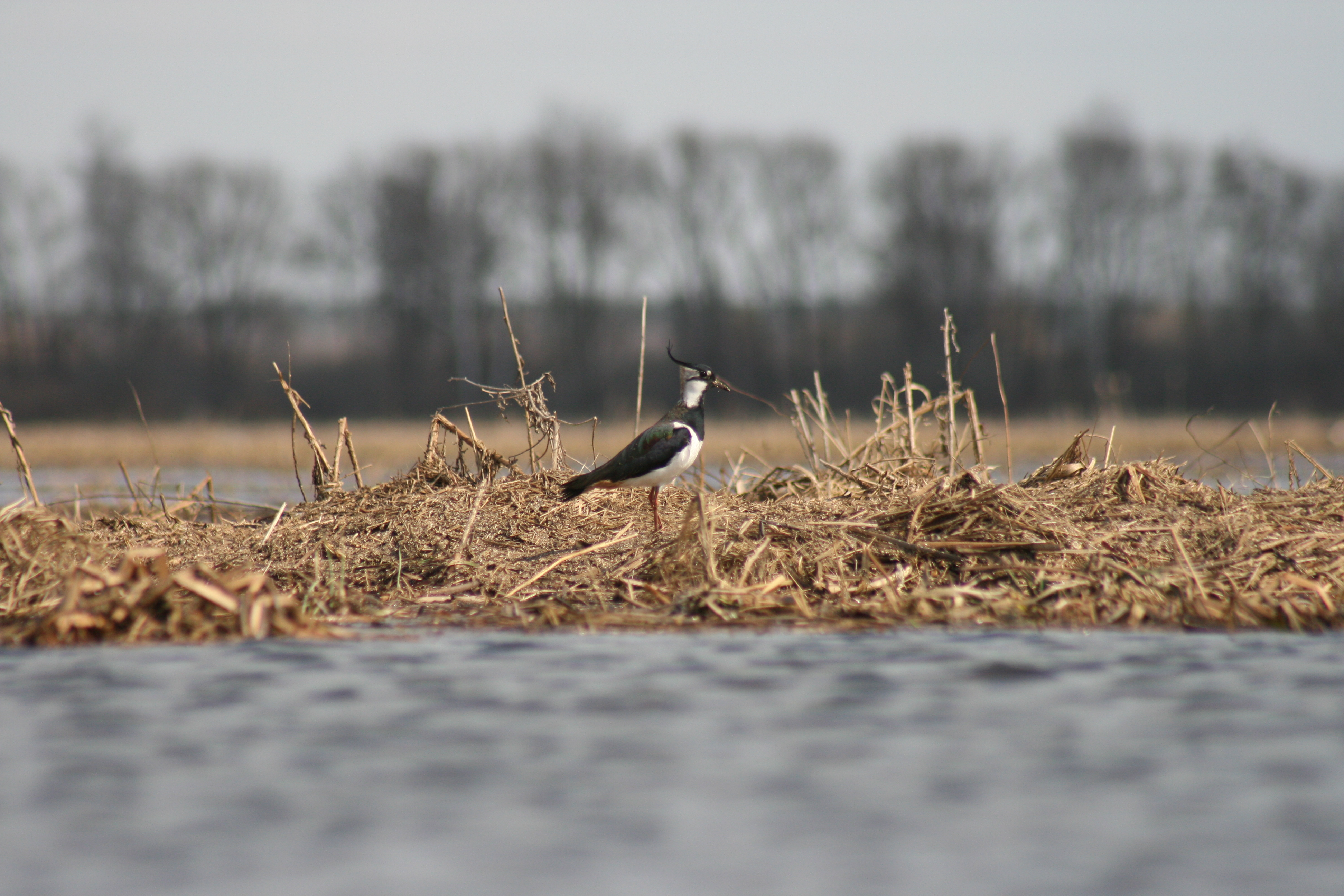
Чибис в Виноградовской пойме

Входит в список ключевых орнитологических территорий России международного значения по версии BirdLife International как одно из важнейших мест остановки в центре Европейской России перелетных птиц. Эта территория также носит название «Фаустовская пойма реки Москва» и под этим именем входит в перспективный список Рамсарской конвенции о водно-болотных угодьях.
Место популярно у бёрдвотчеров.

## Экологические проблемы
В заказнике остро стоит проблема весенних палов травы, при которых гибнут кладки гнездящихся птиц. Высокая рекреационная нагрузка, замусоривание, лов рыбы сетями и браконьерство также плохо отражаются на благополучии этой природной территории.